# Тоштоял
Тоштоял — деревня в Параньгинском районе Республики Марий Эл России. Входит в состав Алашайского сельского поселения.

## География
Деревня находится в восточной части республики, в зоне хвойно-широколиственных лесов, на берегах реки Ляж, при автодороге 88Н-11003, на расстоянии примерно 3 километров (по прямой) к северо-северо-востоку от Параньги, административного центра района. Абсолютная высота — 142 метра над уровнем моря.

### Климат
Климат характеризуется как умеренно континентальный, с умеренно холодной снежной зимой и относительно тёплым летом. Среднегодовая температура воздуха — 2,2 °С. Средняя температура воздуха самого тёплого месяца (июля) — 18,5 °C; самого холодного (января) — −14 °C. Продолжительность периода с устойчивыми морозами — в среднем 127 дней. Среднегодовое количество атмосферных осадков составляет 496 мм, из которых около 70 % выпадает в период с апреля по октябрь.

### Часовой пояс
Деревня Тоштоял, как и вся Марий Эл, находится в часовой зоне МСК (московское время). Смещение применяемого времени относительно UTC составляет +3:00.

## История
В «Списке населенных мест по сведениям 1859—1873 годов», изданном в 1876 году, населённый пункт упомянут как казённая деревня Тоштоял Уржумского уезда Вятской губернии. Располагалась по обе стороны речки Илеть-Кукшоре, в 54 верстах от уездного города Уржума и в 11 верстах от становой квартиры в казённом селе Турек (Турекское). В деревне, в 41 дворе жили 404 человека (208 мужчин и 196 женщин), были мечеть, сельское управление.

## Население
| 2010 | 2014 |
| ---- | ---- |
| 54   | ↘45  |

### Национальный состав
Согласно результатам переписи 2002 года, в национальной структуре населения татары составляли 99 % из 85 чел.